# Limenitis ampla
Limenitis ampla är en fjärilsart som beskrevs av Hayward 1935. Limenitis ampla ingår i släktet Limenitis och familjen praktfjärilar. Inga underarter finns listade i Catalogue of Life.